# 박송암
박송암(1911년 ~ 1999)은 대한민국의 국악인이다. 서울 봉원동에서 태어났다. 19세 때 입산하여 범패를 배웠다. 현재 무형문화재 범패 기능보유자이다.

## 참고 자료
- 이 문서에는 다음커뮤니케이션(현 카카오)에서 GFDL 또는 CC-SA 라이선스로 배포한 글로벌 세계대백과사전의 내용을 기초로 작성된 글이 포함되어 있습니다.